# دار الحي
دار الحي هو فيلم إماراتي أخرجه الإماراتي علي فيصل مصطفى ويمثل فيه سعود الكعبي وأحمد عبد الله وألكسندار ماريا لارا وسونو سود وناتالي دورمر وفنان الهيب هوب الكندي والعراقي الأصل ذا نارسيسيست.

## القصة
يتحدث الفيلم عن حياة ثلاثة أشخاص وهم نتاليا مولدوفان من رومانيا وفيصل وهو شاب ينتمي لعائلة ثرية من الإمارات وباسو وهو سائق تاكسي وممثل طموح من غوجارات تتقاطع حياتهم في مدينة دبي.
وقد اختير اسم الفيلم في إشارة إلى مدينة دبي النابضة بالحياة دون أن يستخدم الإبهار السياحي وفخامة البناء بل ركز على حكايات الأفراد الإنسانية وسعيهم وراء أحلامهم وقد ساهم مهرجان دبي السينمائي الدولي وهيئة دبي للثقافة في إنجاز الفيلم .

## الممثلون
- سعود الكعبي، بدور فيصل
- ألكسندار ماريا لارا، بدور نتاليا مولدوفان
- سونو سود، بدور باسو و بيتر باتيل
- ذا نارسيسيست، بدور خلفان
- سوزان جورج، بدور كونستانس بايتمان
- جيسون فليمينغ، بدور غاي بيرغير
- ناتالي دورمر، بدور أولغا
- أحمد أحمد، بدور ناصر
- حبيب غلوم العطار، بدور والد فيصل
- جافيد جيفري، بدور سوريش خان
- ديفيد تشانت، بدور مدير أول للرحلة

## وصلات خارجية
- دار الحي على موقع IMDb (الإنجليزية)
- دار الحي على موقع روتن توميتوز (الإنجليزية)
- دار الحي على موقع قاعدة بيانات الأفلام العربية
- دار الحي على موقع أول موفي (الإنجليزية)
- دار الحي على موقع فيلمافينيتي (الإسبانية)
- دار الحي على موقع قاعدة بيانات الفيلم (الإنجليزية)
- دار الحي على موقع ليتربوكسد (الإنجليزية)
- دار الحي على موقع كينوبويسك (الروسية)
- الموقع الرسمي
- دار الحي في قاعدة بيانات الأفلام على الإنترنت
- دار الحي في قاعدة بيانات الأفلام العربية